# Tim Oude Elferink
Tim Oude Elferink (* 13. April 1987 in Abcoude) ist ein niederländischer Beachvolleyballspieler.

## Karriere
Seinen ersten internationalen Auftritt hatte Elferink bei der Jugend-Weltmeisterschaft 2004 in Termoli. Dort belegte er mit Jeroen van der Linden den neunten Rang. Ein Jahr später wiederholte er das Ergebnis beim Turnier in Saint-Quay-Portrieux mit seinem neuen Partner Marco Daalmeijer. 2006 und 2007 erreichten Elferink/Daalmeijer bei den Junioren-Weltmeisterschaften in Mysłowice und Modena die Plätze neun und vier. 2008 nahmen sie an der Europameisterschaft in Hamburg teil, wo sie jedoch nach zwei Niederlagen früh ausschieden. Im folgenden Jahr trat Elferink mit Jon Stiekema an und absolvierte seine ersten Open-Turniere. 2010 und 2011 spielte er mit vielen verschiedenen Partnern. Bei der EM 2012 im eigenen Land kam er mit Richard Rademaker als Gruppendritter in die erste Hauptrunde und unterlag dort dem polnischen Duo Kądzioła/Szałankiewicz. 2013 spielt Elferink an der Seite von Bart Bolsterlee und auch mit Michiel van Dorsten, mit dem er bei der WM 2013 in Stare Jabłonki sieglos nach der Vorrunde ausschied.